# Villeneuve, Gironde
Villeneuve är en kommun i departementet Gironde i regionen Nouvelle-Aquitaine i sydvästra Frankrike. Kommunen ligger i kantonen Bourg som tillhör arrondissementet Blaye. År 2022 hade Villeneuve 408 invånare.

## Befolkningsutveckling
Antalet invånare i kommunen Villeneuve
Referens:INSEE